# 陡水镇
陡水镇，是中华人民共和国江西省赣州市上犹县下辖的一个乡镇级行政单位。

## 行政区划
陡水镇下辖以下地区：
陡水社区、红星村、月仔村、茶坑村和长坑村。